# マザーズオークションwith john
マザーズオークションwith johnは京都市下京区に本社を置いている企業、John&Mother’sオークション株式会社（英称：John&Mother’s auction Co.,Ltd.）が運用する不動産のオークションシステム。
なお同社の代表藤田は2000年5月7日から2009年12月24日まで存在した株式会社アイディーユー（現　日本アセットマーケティング株式会社）傘下の株式会社マザーズオークション代表を2005年9月～2008年9月まで務めている。

同社は不動産オークションをわかりやすく一般に浸透させるため、動画など、多方面からアプローチしている。

## 概要
2021年2月11日「マザーズオークションwith john」がJohn&Mother’sオークション株式会社の元、サービス開始した。
同社は不動産オークションで価格決定プロセスの“見える化”“透明化”を実現することを目標に掲げ、
売主、買主、業界良しの三方良しを実現したい考えで代表取締役　藤田 國夫が新たに設立した会社である。

相対取引が主流の不動産業界に価格決定の手段としてオークションを普及させるため、
企業ごとにオークションサイトをリースし、独自の展開で顧客サービスに繋げるクラウド型 不動産オークションサイトのサービスを開始した。

## 沿革
- 2021年2月11日 - クラウド型オークションシステムサービス開始[4]
- 2022年4月1日 - 全日本不動産協会と業務提携を開始。[5]
- 2022年5月 - 全日本不動産協会との業務提携が各種メディアに取り上げられる。[6]
- 2022年11月7日 - 査定システムサービス開始（オプション）[7]

## 代表取締役　略歴
1996 年 株式会社日本アイディーユー 常務取締役就任

1999 年 株式会社アイディーユー（現　日本アセットマーケティング株式会社） 常務取締役就任

　　　　国内における不動産オークションが解禁となり、日本初の不動産オークションとなる第１回マザーズオークション開催（オープンオークション）

　　　　株式会社マザーズオークションキャピタル 代表取締役 就任

2000 年 関西圏主要デベロッパー91社を対象とした「開発用地オークション」を開始（クローズドオークション）

2001 年 Yahoo！オークションの立ち上げ、運営協力

2003 年 産業再生機構に協力し「企業再生計画ダイヤ建設・リバイバルプランオークション」開催

2004 年 東京証券取引所マザーズ上場（8922）

　　　　藤和不動産プレミアムオークション開催

2005 年 株式会社マザーズオークション 代表取締役就任

　　　　株式会社マザーズオークション設立（法人格に変更）

　　　　住宅ローン任意売却オークションにおいてりそな銀行と業務提携

2006 年 住宅金融公庫（現 独立行政法人住宅金融支援機構）の任意売却物件オークション開催

　　　　株式会社マザーズエスクロー設立（現 株式会社エスクロー・エージェント・ジャパン）

　　　　株式会社マザーズデューデリ設立（現 株式会社ディーデリ＆ディール）

2008 年 マザーズオークションの加盟店数が1,762社に

　　　　社団法人全国宅地建物取引業協会連合会と業務提携（不動産取引制度に関する研究会に国交省とオブザーバーとして参画）

　　　　株式会社マザーズオークション 代表取締役社長 退任

　　　　株式会社アイディーユー 相談役 就任

2011 年 株式会社アイディーユー 相談役 退任

　　　　株式会社デューデリ＆ディール 取締役 就任

2012 年 株式会社梓設計*関西支社 非常勤顧問 就任

　　　　*隈研吾氏とオリンピックスタジアム2020を手掛ける日本を代表する設計事務所

2014 年 上記役職すべて退任

2021 年 John&Mother'sオークション株式会社にて新サービス開始

## メディアでの取り上げ
- 2021年3月31日 - 『住宅新報』にてサービスのスタートが取り上げられる。
- 2021年6月8日 - 『共同通信PRWire』より各種Webメディアにてサービスのスタートのプレスリリースが配信される。
- 2022年4月26日 - 『日刊不動産経済通信』にて全日本不動産協会との業務提携と、サービス内容について取り上げられる。
- 2022年5月3日 - 『住宅新報』にて全日本不動産協会との業務提携と、サービス内容について取り上げられる。
- 2022年5月9日 - 『週刊住宅』にて全日本不動産協会との業務提携と、サービス内容について取り上げられる。
- 2022年5月31日 - 『住宅新報』にて全日本不動産協会との業務提携と、サービス内容について再度取り上げられる。
- 2022年6月7日 - 『住宅新報』にて、不動産オークションについて業界動向が報じられる。その中で再度弊社サービス内容について取り上げられる。
- 2022年11月2日 - 『共同通信PRWire』より各種Webメディアにて全日本不動産協会との業務提携と、サービス内容のプレスリリースが配信される。[8]

## 旧　マザーズオークション
株式会社マザーズオークション（英称：MOTHER'S AUCTION CO.）は東京都千代田区に本社を置いていた企業。株式会社アイディーユー（現・日本アセットマーケティング）の完全子会社であったが、2009年12月に親会社へ吸収合併された。
- 八千草薫・美輪明宏を起用したテレビCMを全国放映していた。
- 2006年に行われたジョン・レノン音楽祭2006 Dream Power ジョン・レノン スーパー・ライヴでのスポンサー企業。